# 楠泰爾主教座堂
楠泰尔主教座堂 (法語：Cathédrale Sainte-Geneviève-et-Saint-Maurice de Nanterre)是天主教楠泰尔教区的主教座堂，位于法国法兰西岛大区上塞纳省省会楠泰尔。该堂原为堂区教堂，1966年楠泰尔教区教区成立时，该堂升格为主教座堂。